# Friedrich Simon Bodenheimer
Friedrich Simon Bodenheimer ou Shimon Fritz Bodenheimer (hébreu : שמעון פריץ בודנהיימר ; 6 juin 1897 – 4 octobre 1959) est un entomologiste israélien.